# Tangin Dassouri
Tangin Dassouri este un oraș din provincia Kadiogo, Burkina Faso.